# Школьніков Ян Нафтулович
Ян Нафтулович Школьніков (нар. 14 лютого 1970, Черкаси, УРСР) — радянський та український футболіст, нападник та півзахисник. Головний тренер менхенгладбахського клубу «Ред Стар».

## Кар'єра гравця

### Початок кар'єри
Народився в Черкасах. Вихованець місцевої ДЮСШ-1, перший тренер В. Вернигора. Згодом навчався у харківському ХОСШІСП. Дорослу футбольну кар'єру розпочав 1989 року в аматорському колективі «Ротор» (Черкаси). У 1991 році перейшов до головної команди міста, «Дніпра», яка виступала в Другій нижчій лізі СРСР. Після розпаду СРСР «дніпряни» отримали право стартувати в Першій лізі України. В українських футбольних змаганнях дебютував 16 лютого 1992 року в переможному (1:0) домашньому поєдинку 1/32 фіналу кубку України проти рівненського «Вереса». Ян вийшов на поле в стартовому складі, а на 60-ій хвилині його замінив Ігор Карась. У Першій лізі України дебютував 14 березня 1992 року в програному (1:3) виїзному поєдинку підгрупи 1 1-го туру проти олександрійської «Поліграфтехніки». Школьніков вийшов на поле в стартовому складі, а на 86-ій хвилині його замінив Сергій Ліхотворік. Дебютним голом у Першій лізі України відзначився 26 квітня 1992 року на 32-ій хвилині програного (1:2) виїзного поєдинку 12-го туру підгрупи 1 проти севастопольської «Чайки». Ян вийшов на поле на 25-ій хвилині, замінивши Олексія Прохоренкова. У команді провів чотири з половиною сезони, за цей час у чемпіонатах України зіграв 143 матчі (13 голів), ще 3 поєдинки зіграв у кубку України.

### «Прикарпаття» (Івано-Франківськ) та «Нафтовик» (Охтирка)
Під час зимової перерви сезону 1994/95 років перебрався до «Прикарпаття». У футболці франківського клубу дебютував 5 березня 1995 року в програному (1:2) домашньому поєдинку 18-го туру Вищої ліги України проти київського «Динамо». Школьніков вийшов на поле в стартовому складі та відіграв увесь матч. Дебютним голом в еліті українського футболу відзначився 6 квітня 1995 року на 37-ій хвилині переможного (2:1) домашнього поєдинку 22-го туру проти шепетівського «Темпу». Ян вийшов на поле на 10-ій хвилині, замінивши Ярослава Ватаманюка. До завершення сезону 1994/95 років встиг зіграти 16 матчів у Вищій лізі України, в якій відзначився 2-ма голами.
Влітку 1995 року повернувся до «Нафтовика». У футболці охтирського клубу дебютував 4 серпня 1995 року в переможному (160) домашньому поєдинку Першої ліги України проти харківського «Металіста». Школьніков вийшов на поле в стартовому складі та відіграв увесь матч. Дебютним голом за «нафтовиків» відзначився 16 вересня 1995 року на 63-ій хвилині переможного (2:1) виїзного поєдинку 12-го туру Першої ліги проти черкаського «Дніпра». Ян вийшов на поле в стартовому складі та відіграв увесь матч. За два сезони, проведені в охтирській команді, у Першій лізі України зіграв 80 матчів (5 голів), ще 1 поєдинок провів у кубку України.

### «Металіст» (Харків) та друге повернення в «Нафтовик»
Влітку 1997 року став гравцем «Металіста». У футболці другої команди харківського клубу дебютував 8 серпня 1997 року в переможному (3:1) домашньому поєдинку 3-го туру Першої ліги України проти луцької «Волині». Школьніков вийшов на поле в стартовому складі та відіграв увесь матч. Дебютним голом за «Металіст» відзначився 11 серпня 1997 року на 77-ій хвилині переможного (4:0) домашнього поєдинку 4-го туру Першої ліги України проти чернівецької «Буковини». Ян вийшов на поле в стартовому складі та відіграв увесь матч. У сезоні 1997/98 років допоміг харків'янам посісти 3-тє місце в Першій лізі та підвищитися в класі. Загалом у «Металісті» відіграв 5 сезонів, за цей час у чемпіонатах України зіграв 114 матчів (18 голів), ще 10 матчів (1 гол) зіграв у кубку України. Виступав також за другу команду харків'ян (11 матчів/4 голи у Другій лізі України).
Напередодні старту сезону 2001/02 років вдруге в кар'єрі повертається до «Нафтовика». У футболці охтирського клубу дебютував 23 липня 2001 року в програному (0:2) домашньому поєдинку 2-го туру Першої ліги України проти «Миколаєва». Школьніков вийшов на поле в стартовому складі та відіграв увесь матч. Дебютним голом за «Нафтовик» відзначився 3 серпня 2001 року (реалізував пенальті) на 59-ій хвилині переможного (1:0) домашнього поєдинку 4-го туру Першої ліги проти одеського «Чорноморця». Ян вийшов на поле в стартовому складі та відіграв увесь матч. У першій половині сезону 2001/02 років зіграв 17 матчів (3 голи) в Першій лізі України.

### Завершення професіональної кар'єри
Під час зимової паузи сезону 2001/02 років виїхав до Ізраїля, де виступав за один з місцевих нижчолігових клубів. У 2012 році переїхав до Німеччини, де став гравцем другої команди менхенгладбаського клубу «Ред Стар». Наступного сезону виступав також за третю команду клубу. По завершенні сезону 2014/15 років завершив кар'єру футболіста.

## Кар'єра тренера
Ще будучи гравцем розпочав тренерську діяльність. З 2012 року працює головним тренером нижчолігового німецького клубу «Ред Стар» (Менхенгладбах).

## Досягнення
«Дніпро» (Черкаси)
- Друга ліга України
  -  Чемпіон: 1992/93

«Металіст» (Харків)
- Перша ліга України
  -  Бронзовий призер: 1997/98